# Josep Ribas Ribas
Josep Ribas Ribas (Sant Agustí des Vedrà, Sant Josep de Sa Talaia, 1763- 5 d'agost de 1831) fou un sacerdot i polític eivissenc, també conegut com a Cap de Puig, nom de la casa pairal de la seva família. Va estudiar amb els frares dominics de Vila gràcies a una beca de l'ajuntament i amb els anys ordenat sacerdot. Fou rector de Sant Mateu i de Sant Josep de Sa Talaia, on va organitzar l'escola parroquial. Influït per les idees de la Il·lustració, fou nomenat administrador de la fàbrica de la catedral d'Eivissa pel primer bisbe, Manuel Abad i Lasierra.
El 28 d'agost de 1810 fou elegit diputat per la circumscripció de Mallorca a les Corts de Cadis, on va proposar provisions de prebendes i beneficis eclesiàstics al bisbat d'Eivissa i Formentera, l'abolició de senyories feudals i va presentar proposicions sobre el foment de l'agricultura. Participà en la redacció de la Constitució espanyola de 1812. Fou considerat un liberal moderat. El 1813 va tornar a l'illa d'Eivissa.